# Furkan Demir
Furkan Demir (* 29. November 2004) ist ein türkisch-österreichischer Fußballspieler.

## Karriere

### Verein
Demir begann seine Karriere beim First Vienna FC. Zur Saison 2013/14 wechselte er in die Jugend des SK Rapid Wien, bei dem er ab der Saison 2018/19 auch sämtliche Altersstufen in der Akademie durchlief. Im Mai 2022 erhielt er bei Rapid einen bis Juni 2024 laufenden Jungprofivertrag und rückte in den Kader der zweiten Mannschaft.
Sein Debüt in der 2. Liga gab er im Juli 2022, als er am ersten Spieltag der Saison 2022/23 gegen den SK Vorwärts Steyr in der 85. Minute für Aristot Tambwe-Kasengele eingewechselt wurde. Das erste Tor gelang ihm am 25. Spieltag gegen die Kapfenberger SV. In Minute 89 traf Demir zum 2:2-Endstand. Für Rapid spielte er zehnmal in der 2. Liga, aus der das Team aber am Ende der Saison 2022/23 abstieg. In Folge kam er in der Saison 2023/24 zu 27 Einsätzen in der Regionalliga Ost. Rapid II wurde in dieser Meister und schaffte den direkten Wiederaufstieg.
Nach weiteren zwei Zweitligaeinsätzen wurde Demir im September 2024 an den Bundesligisten TSV Hartberg verliehen. Für Hartberg kam er zu 24 Einsätzen in der Bundesliga. Zur Saison 2025/26 kehrte er anschließend zu Rapid zurück und wurde in den Profikader integriert. Sein Debüt für die Wiener gab er im Juli 2025 in der Qualifikation zur UEFA Conference League gegen den FK Dečić Tuzi.

### Nationalmannschaft
Demir debütierte im September 2024 für die türkische U-20-Auswahl.

## Persönliches
Sein Bruder Yusuf (* 2003) ist ebenfalls Fußballspieler, spielt aber im Gegensatz zu Furkan für Österreich.